# Opatství La Trappe
Opatství La Trappe se nachází ve francouzské obci Soligny-la-Trappe, v regionu Normandie. V 17. století, když jej vedl Armand Jean Le Bouthillier de Rancé, se zde zrodil Řád cisterciáků přísné observance, jehož členové jsou podle jména místa nazýváni trapisté.

## Historie
Místo, kde dnes stojí klášter, bylo po staletí značně izolované od okolního světa. V roce 1122 zde hrabě Rotrou III. z Perche nechal vystavět kapli k poctě Panny Marie. Po několika letech nechal postavit také klášter, který nabídl mnichům řádu ze Savigny. V roce 1140 byl klášter povýšen na opatství. O sedm let později bylo opatství v Savigny a všechny přidružené kláštery přičleněny k cisterciáckému řádu. La Trappe tak začalo být podřízeno opatovi z Clairvaux.
Po letech prosperity klášter výrazně utrpěl během stoleté války, kdy přes něj táhla anglická i francouzská armáda. Mniši byli donuceni k odchodu z kláštera, který byl vydrancován a vypálen. Stalo se tak v roce 1376 a znovu v roce 1465. Po rekonstrukci v 16. století se opatství La Trappe stejně jako řada dalších klášterů dostalo do správy opatů, kteří však v místě nežili, což se na prosperitě komunity negativně podepsalo.
V roce 1662 se opatem kláštera stal Armand Jean Le Bouthillier de Rancé. O dva roky později zde zahájil razantní reformu cisterciáckého řádu, která dala posléze vzniknout řádu cisterciáků přísné observance.
Za Velké francouzská revoluce byl klášter La Trappe stejně jako mnoho dalších zrušen. Některé mnichy stála jejich víra život, jiní uprchli do exilu ve Švýcarsku. Francouzská vláda pak klášter prodala, v roce 1815 jej od ní zakoupil opat Dom Augustin. Když se členové komunity vrátili, našli klášter v rozvalinách. Museli jej tak celý znovu vybudovat. Nový kostel byl vysvěcen dne 30. srpna 1832.
Již v roce 1880 ale byli trapisté znovu donuceni klášter opustit v souvislosti s francouzskými zákony namířenými proti náboženských institucím. Po několika letech jim ale byl dovolen návrat. Za vedení opata jménem Dom Etienne Salasc byl klášter kompletně přestavěn; nový kostel byl vysvěcen opět 30. srpna, tentokrát roku 1895.

## Současnost
Od roku 2004 klášter vede opat Dom Guerric Reitz-Séjotte. Jsou mu podřízeny další čtyři trapistické kláštery.